# Fit-fit
Il fit-fit è un piatto della cucina eritrea ed etiope che viene principalmente servito a colazione.
In genere è composto da tesmi (burro chiarificato speziato ) e a volte anche da berberé, nel qual caso è chiamato fir-fir. Talvolta l'olio o il burro vengono utilizzati al posto del burro chiarificato; ma la differenza di gusto è sensibile.
Esistono due varianti principali del fit-fit: l'injera (o taita) e il kitcha (o kita).

## Injera fit-fit
L'injera fit-fit (varianti: enjera fetfet, ma anche taita fit-fit in tigrinya) è un miscuglio di injera sbriciolato, berberé, cipolle e burro chiarificato. Sono abbastanza comuni variazioni della ricetta base, nelle quali in nome del prodotto addizionale viene impiegato come prefisso. Ad esempio, quando viene aggiunto shiro (purè di ceci), il piatto risultante viene definito shiro fit-fit.
L'injera fit-fit può essere mangiato, sia con un cucchiaio (che non è comune nelle cucine eritree ed etiopiche) o un pezzo di injera.

## Kitcha fit-fit
Il kitcha fit-fit (varianti: kita fir-fit, kita fir-fir, noto anche come chechebsa) è un miscuglio di pezzettini di kitcha (o kita), berberé e burro chiarificato. Il kitcha fit-fit viene talvolta mangiato con yogurt semplice.
Diversamente dagli altri cibi somali ed eritrei, il kitcha fit-fit viene mangiato con una posata (normalmente un cucchiaio). Una variante secca viene chiamata kitcha (o kita) fir-fir.